# Vig (Film)
Vig (alternativ: Money Kings) ist ein US-amerikanisches Filmdrama aus dem Jahr 1998. Regie führte Graham Theakston, das Drehbuch schrieb Paul Hapenny.

## Handlung
Vinnie führt ein Wettbüro, an dem die Mafia beteiligt ist. Er respektiert seine Kunden. Die Chefs halten ihn für zu gutmütig und bemängeln die nachlassende Geschäftsentwicklung. Der mit einem Mafiachef verwandte Tony übernimmt deswegen Teile der Geschäftsführung.
Vinnie nimmt von dem verschuldeten und zuletzt arbeitslosen Kunden Frankie Wetten um höchstens fünf Dollar an, damit Frankie nicht sein gesamtes Geld verspielt. Tony nimmt von dem Mann eine Wette um mehrere Tausende Dollar an. Frankies Ehefrau Marybeth wendet sich an Vinnie, nachdem sie feststellt, dass ihr Urlaubsgeld verschwunden ist. Vinnie kommt dahinter, dass Tony das Geld annahm, aber die Wette nicht anmeldete – in der Hoffnung, das Geld einstreichen zu können. Dies verstimmt Tonys Onkel wie auch den obersten Chef der Mafiaorganisation.
Tony belästigt Marybeth, von der er das Begleichen der Spielschulden ihres Ehemannes fordert. Dies missfällt Vinnie, der dagegen vorgeht.

## Kritiken
Brian Webster schrieb im Apollo Movie Guide, der Film zeige, dass Peter Falk ein talentierter Schauspieler sei und mehr tun könne, als Columbo zu spielen. Die Leistung von Lauren Holly sei „überraschend überzeugend“. Die Handlung sei vorhersehbar; einige der Darstellungen seien „weniger als spektakulär“. Timothy Hutton spiele die Rolle Frankies auf eine „oberflächlich stereotype“ („shallow stereotype“) Weise. Eine der Schwächen seien die Filmsets – die meiste Handlung spielt in einer Bar und in diversen Innenräumen. Insgesamt sei der Film „geringfügig besser“ als die vergleichbaren Filme und der Zuschauer habe nicht das Gefühl, er habe die Zeit verschwendet.
Das Lexikon des internationalen Films schrieb, der Film sei ein „Kriminalfilm mit mangelhafter Entwicklung der Handlung, der auch im leichenreichen Finale kein Heil“ finde. „Unterhaltsam“ mache ihn lediglich die Leistung des „gut aufgelegten Hauptdarstellers Peter Falk“.
Die Zeitschrift TV direkt 26/2007 lobte die Darstellungen von Peter Falk und Lauren Holly.

## Hintergründe
Der Film wurde in Brooklyn (New York City) und in New Jersey gedreht.